# Muszkowaj
Muszkowaj (ros. Мушковай) – wieś (sieło) w Rosji, w Udmurcji, w rejonie uwińskim. W 2010 liczyła 329 mieszkańców.